# Крушение поездов у Дугалда
Крушение поездов у Дугалда — лобовое столкновение двух поездов произошедшее 1 сентября 1947 года вблизи города Дугалд (провинция Манитоба, Канада). При крушении и возникшем вследствие этого пожаре погиб 31 человек и 81 ранены. В 2007 году к 60-летию со дня катастрофы в Дугалде был воздвигнут памятник.
В западном направлении в Виннипег из дачного поселка двигался дополнительный пассажирский поезд номер 6001. Пассажирами этого поезда были туристы из Минаки (северо-запад Онтарио). Другой пассажирский поезд № 6046 стоял на главном пути на станции Дугальд.
Canadian National Railway на тот момент не имела никаких приборов безопасности на перегонах и локомотивах, движение осуществлялось на основании графиков и инструкций.